# Antithesis
Albums de Origin
Echoes of Decimation
(2005) Entity
(2011)
Antithesis est le quatrième album studio du groupe de brutal death metal technique américain Origin. Il est sorti le 7 avril 2008.

## Liste des morceaux
| 1.    | The Aftermath     | 4:39 |
| 2.    | Algorithm         | 3:32 |
| 3.    | Consuming Misery  | 4:06 |
| 4.    | Wrath of Vishnu   | 4:44 |
| 5.    | Finite            | 3:08 |
| 6.    | The Appalling     | 2:55 |
| 7.    | Void              | 0:40 |
| 8.    | Ubiquitous        | 5:34 |
| 9.    | The Beyond Within | 3:20 |
| 10.   | Antithesis        | 9:32 |
| 42:10 |                   |      |

## Interprètes
- James Lee – chant
- Paul Ryan – guitare, chant
- Jeremy Turner – guitare, chant
- Mike Flores – basse, chant
- John Longstreth – batterie